# Prix Vénus Khoury-Ghata
Le prix Vénus Khoury-Ghata est un prix littéraire de poésie décerné à une autrice dont l'œuvre se distingue par son originalité, sa créativité et sa contribution à la littérature contemporaine.
Créé en 2014 par l'écrivaine et poétesse franco-libanaise Vénus Khoury-Ghata, avec Pierre Brunel et Claude Ber. Il apparaît pour rendre justice aux autrices de poésie, aussi nombreuses et talentueuses que leurs confrères, dans un contexte où le paysage poétique des prix de poésie français est largement masculin.
Le prix Vénus Khoury-Ghata 2025 a été décerné à Catherine Pont-Humbert, pour Quand les mots ne tiennent qu'à un fil: une épopée poétique, Editions La tête à l'envers. 

## Histoire
Le prix Vénus Khoury-Ghata est créé en 2014 par Vénus Khoury-Ghata, avec l’aide de Pierre Brunel et Claude Ber. L’écrivaine, qui a donné son nom au prix et participe à de nombreux jurys littéraires, constate souvent que les prix sont remis à des hommes. Elle créé ce prix pour réparer une injustice. Il est décerné chaque année dans un lieu symbolique du milieu littéraire, comme la Maison de la poésie ou le Marché de la poésie, par le jury, composé de Vénus Khoury-Ghata elle-même et de Pierre Brunel, ainsi que des personnalités du monde littéraire. En 2024, ce jury se compose de Vénus Khoury-Ghata, Pierre Brunel, Claude Ber, Béatrice Bonhomme et Hélène Fresnel. 
Les lauréates sont récompensées par des œuvres d’art, offertes par des mécènes, parmi lesquels figurent Ernest Pignon-Ernest, la sculptrice Nisa Chevènement, la galeriste Isabelle Maeght ou Marie-Laure de Villepin. Le prix s’est enrichi au fil du temps des prix Vénus Khoury-Ghata Découverte, Poésie étrangère, Poésie illustrée, et Coup de cœur.

## Liste des lauréates
- 2014 : Marie Huot, Une histoire avec la ouche, Éditions Al Manar.
- 2015 : Caroline Boidé, Pivoine aux poings nus, Éditions Voix d’encre.
- 2016 : Anne Lorho, Histoires de corps, Éditions Le Taillis Prés.
  - Mention spéciale : Jacqueline Merville, Ces pères-là, Éditions des femmes-Antoinette Fouque.
- 2017 : Susana Romano Sued, Pour mémoire (Argentine 1976-1983), Éditions des femmes-Antoinette Fouque.
- 2018 : Louise Dupré, La main hantée, Éditions du Noroît / Bruno Doucey.
- 2019 : Béatrice Bonhomme, Dialogue avec l’anonyme, Éditions Collodion.
  - Prix coup de cœur : Jeanne Benameur, L’exil n’a pas d’ombre, Éditions Bruno Doucey.
  - Prix de la poésie étrangère : Marilyn Hacker, Tresse d’ail, traduit par Gabrielle Althen, Jacques Demarq, Jeanne Migrenne, Emmanuel Moses et Cécile Oumhani, Éditions Apic.
  - Prix Découverte : Delphine Guy, La grande papillon, avec les calligraphies d’Abdallah Akar, Éditions Al Manar.
  - Prix de la poésie illustrée : Muriel Augry, Instantanés d’une rive à l’autre, avec les peintures calligraphiques d’Abdallah Akar, Éditions Virgule.
- 2020 : Sophie Loizeau, Les Loups, Éditions José Corti.
  - Prix Découverte : Hélène Fresnel, Une terre où trembler, Éditions de Corlevour.
  - Prix de la poésie étrangère : Jila Mossaed, Le cœur demeure dans le berceau, Éditions Hasthtag.
  - Prix de la poésie illustrée : Brigitte Giraud, Aime-moi, Éditions Al Manar.
- 2023 : Aurélie Foglia, Lirisme, Éditions José Corti.
- 2024 : Michèle Finck, La voie du large, Editions Arfuyen